# Montanhas Catskill
 Coordenadas : minutos ou segundos > 60

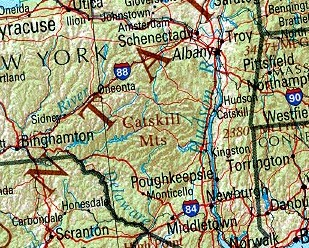
Montanhas Catskill.

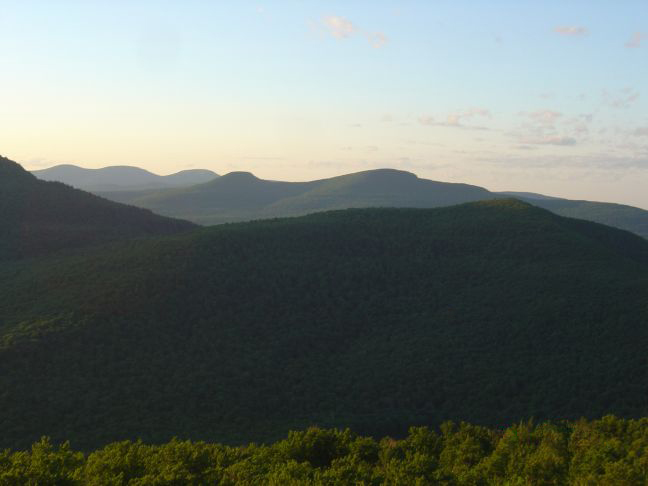
Montanhas Catskill.

As Montanhas Catskill são uma cadeia dos Estados Unidos, no estado de Nova Iorque. Ponto turístico, a cadeia culmina no Monte Slide (1281 m). São relatadas no conto Rip Van Winkle, de autoria de Washington Irving.